# Luca Pellegrini (futbolista nacido en 1999)
Luca Pellegrini (Roma, Lacio, Italia, 7 de marzo de 1999) es un futbolista italiano que juega de defensa en la S. S. Lazio de la Serie A tras ser cedido por la Juventus de Turín.

## Trayectoria

### A. S. Roma
Pellegrini se incorporó a la academia de la A. S. Roma durante la temporada 2011-12 y firmó su primer contrato profesional con el club el 17 de abril de 2018, manteniéndolo hasta 2022.
El 26 de septiembre de 2018 hizo su debut profesional en la Serie A, asistiendo al cuarto gol de Aleksandar Kolarov en una victoria por 4-0 sobre el Frosinone Calcio. Una semana después, el 2 de octubre, debutó en la Liga de Campeones de la UEFA ante el Viktoria Pilsen.[cita requerida]

#### Cagliari Calcio
Pellegrini fue cedido al Cagliari Calcio el 31 de enero de 2019 y permanecería allí hasta el 30 de junio de 2019.

### Juventus
Pellegrini se incorporó a la Juventus de Turín en un intercambio hasta el 30 de junio de 2023 por 22 millones de euros el 30 de junio de 2019, mientras que Leonardo Spinazzola se incorporó a la Roma por 29,5 millones de euros.

#### Regreso al Cagliari Calcio
Regresó al Cagliari tras ser cedido para la temporada 2019-20 el 19 de agosto de 2019.

#### Genoa
El 26 de septiembre de 2020 se incorporó al Genoa C. F. C. siendo cedido hasta el 30 de junio de 2021.

#### Eintracht Fráncfort
El 12 de agosto de 2022 se incorporó al Eintracht Fráncfort de la Bundesliga siendo cedido hasta el 30 de junio de 2023.

#### S. S. Lazio
Pellegrini fue retirado del préstamo del Eintracht Fráncfort el 31 de enero de 2023 y cedido a la S. S. Lazio hasta el 30 de junio de 2023, con opción de compra.

## Selección nacional
Tras haber sido internacional en categorías inferiores, el 11 de noviembre de 2020 debutó con la selección absoluta de Italia en un amistoso ante Estonia que finalizó con victoria por 4-0.

#### Participaciones en Copas del Mundo
| Mundial                     | Sede    | Resultado    | Partidos | Goles |
| --------------------------- | ------- | ------------ | -------- | ----- |
| Copa Mundial Sub-20 de 2019 | Polonia | Cuarto lugar | 6        | 0     |

## Estadísticas

### Clubes
Actualizado al último partido disputado el 7 de noviembre de 2024.
| Club                           | Div.          | Temporada     | Liga  | Liga  | Copas nacionales | Copas nacionales | Copas internacionales | Copas internacionales | Total | Total |
| Club                           | Div.          | Temporada     | Part. | Goles | Part.            | Goles            | Part.                 | Goles                 | Part. | Goles |
| ------------------------------ | ------------- | ------------- | ----- | ----- | ---------------- | ---------------- | --------------------- | --------------------- | ----- | ----- |
| A. S. Roma · Italia            | 1.ª           | 2018-19       | 4     | 0     | 0                | 0                | 2                     | 0                     | 6     | 0     |
| A. S. Roma · Italia            | Total club    | Total club    | 4     | 0     | 0                | 0                | 2                     | 0                     | 6     | 0     |
| Cagliari Calcio · Italia       | 1.ª           | 2018-19       | 12    | 0     | 0                | 0                | ―                     | ―                     | 12    | 0     |
| Cagliari Calcio · Italia       | 1.ª           | 2019-20       | 24    | 0     | 0                | 0                | ―                     | ―                     | 24    | 0     |
| Cagliari Calcio · Italia       | Total club    | Total club    | 36    | 0     | 0                | 0                | 0                     | 0                     | 36    | 0     |
| Genoa C. F. C. · Italia        | 1.ª           | 2020-21       | 11    | 0     | 1                | 0                | ―                     | ―                     | 12    | 0     |
| Genoa C. F. C. · Italia        | Total club    | Total club    | 11    | 0     | 1                | 0                | 0                     | 0                     | 12    | 0     |
| Juventus de Turín · Italia     | 1.ª           | 2021-22       | 18    | 0     | 2                | 0                | 1                     | 0                     | 21    | 0     |
| Juventus de Turín · Italia     | Total club    | Total club    | 18    | 0     | 2                | 0                | 1                     | 0                     | 21    | 0     |
| Eintracht Fráncfort · Alemania | 1.ª           | 2022-23       | 9     | 0     | 1                | 0                | 4                     | 0                     | 14    | 0     |
| Eintracht Fráncfort · Alemania | Total club    | Total club    | 9     | 0     | 1                | 0                | 4                     | 0                     | 14    | 0     |
| S. S. Lazio · Italia           | 1.ª           | 2022-23       | 7     | 0     | 0                | 0                | 0                     | 0                     | 7     | 0     |
| S. S. Lazio · Italia           | 1.ª           | 2023-24       | 19    | 1     | 3                | 0                | 4                     | 0                     | 26    | 1     |
| S. S. Lazio · Italia           | 1.ª           | 2024-25       | 5     | 0     | 0                | 0                | 4                     | 0                     | 9     | 0     |
| S. S. Lazio · Italia           | Total club    | Total club    | 31    | 1     | 3                | 0                | 8                     | 0                     | 42    | 1     |
| Total carrera                  | Total carrera | Total carrera | 109   | 1     | 7                | 0                | 15                    | 0                     | 131   | 1     |